# 沃伊特赫·马斯尼
沃伊特赫·马斯尼（1938年7月8日—），斯洛伐克男子足球运动员，场上位置是前锋。他曾代表捷克斯洛伐克国奥队参加1964年夏季奥林匹克运动会足球比赛，获得一枚银牌。